# ایزوتوپ‌های رونتگنیم
عنصر رونتگنیم عنصری مصنوعی است که در رآکتورهای هسته‌ای تولید می‌شود و در نتیجه هیچ ایزوتوپ پایداری نداشته و جرم اتمی استاندارد برای آن قابل تعریف نیست. نخستین ایزوتوپ شناسایی شده این عنصر ۲۷۲Rg بود که در سال ۱۹۹۴ میلادی تولید و ردیابی شد. تاکنون ۷ ایزوتوپ (۲۷۲Rg تا ۲۸۲Rg) از رونتگنیم شناسایی شده‌است که پایدارترین ایزوتوپ در این میان ۲۸۱Rg با نیمه عمر ۲۶ ثانیه است.

## جدول ایزوتوپ‌ها
| نماد  | Z(p) | N(n) | جرم ایزوتوپ (u) | نیمه عمر                  | حالت واپاشی) | ایزوتوپ دختر | اسپین   |
| ----- | ---- | ---- | --------------- | ------------------------- | ------------ | ------------ | ------- |
| 272Rg | ۱۱۱  | ۱۶۱  | ۲۷۲٫۱۵۳۲7(25)#  | 2.0(8) ms [3.8(+14-8) ms] | α            | 268Mt        | ۵+#,۶+# |
| 274Rg | ۱۱۱  | ۱۶۳  | ۲۷۴٫۱۵۵۲5(19)#  | 6.4(+307-29) ms           | α            | 270Mt        |         |
| 278Rg | ۱۱۱  | ۱۶۷  | ۲۷۸٫۱۶۱۴9(38)#  | 4.2(+75-17) ms            | α            | 274Mt        |         |
| 279Rg | ۱۱۱  | ۱۶۸  | ۲۷۹٫۱۶۲۷2(51)#  | 0.17(+81-8) s             | α            | 275Mt        |         |
| 280Rg | ۱۱۱  | ۱۶۹  | ۲۸۰٫۱۶۵۱4(61)#  | 3.6(+43-13) s             | α            | 276Mt        |         |
| 281Rg | ۱۱۱  | ۱۷۰  | ۲۸۱٫۱۶۶۳6(89)#  | 26 s                      | SF (90%)     | (various)    |         |
| 281Rg | ۱۱۱  | ۱۷۰  | ۲۸۱٫۱۶۶۳6(89)#  | 26 s                      | α (۱۰٪)      | 277Mt        |         |
| 282Rg | ۱۱۱  | ۱۷۱  | ۲۸۲٫۱۶۹۱2(72)#  | 0.5 s                     | α            | 278Mt        |         |

1. ↑  اختصارها:
SF: شکافت خود به خود
2. ↑  Not directly synthesized, occurs as a decay product of 278Uut
3. ↑  Not directly synthesized, occurs as a decay product of 282Uut
4. ↑  Not directly synthesized, occurs in decay chain of 287Uup
5. ↑  Not directly synthesized, occurs in decay chain of 288Uup
6. ↑  Not directly synthesized, occurs in decay chain of 293Uus
7. ↑  Not directly synthesized, occurs in decay chain of 294Uus